# Успенский храм (Питешти)
Церковь Успения Пресвятой Богородицы (Церковь Мавродолу, рум. Biserica Mavrodolu din Pitești) — православный храм в городе Питешти на юге Румынии. Построен в 1818 году. Относится к Румынской Православной церкви.

## История
Храм также известен под старыми названиями как Голубая церковь Махалауа или Церковь Нижнего Махалауа. Церковь расположена на холме, окружена каменно-кирпичной стеной, а у входа во двор есть распятие и каменный крест.
Первые документы, свидетельствующие о существовании этой церкви, датируются 1752 годом, где указано, что на месте нынешнего храма находилась деревянная церковь. Она была построена Эне Купель, близкой родственницей митрополита Варлаама Унгровлахского, основателя монастыря Тривале.
В 1815—1818 годах был построен современный каменный храм, основателем стал Иоан Мавродолу (1769—1832), сейчас храм является единственной церковью в городе Питешти, носящей имя основателя.
Храм перестраивался и в более позднее время, в 1849, 1868 и 1914 годах, но его первоначальная архитектура почти не изменилась. В 1848 году верхняя часть здания сгорела, после она была восстановлена на средства прихожан.

## Галерея

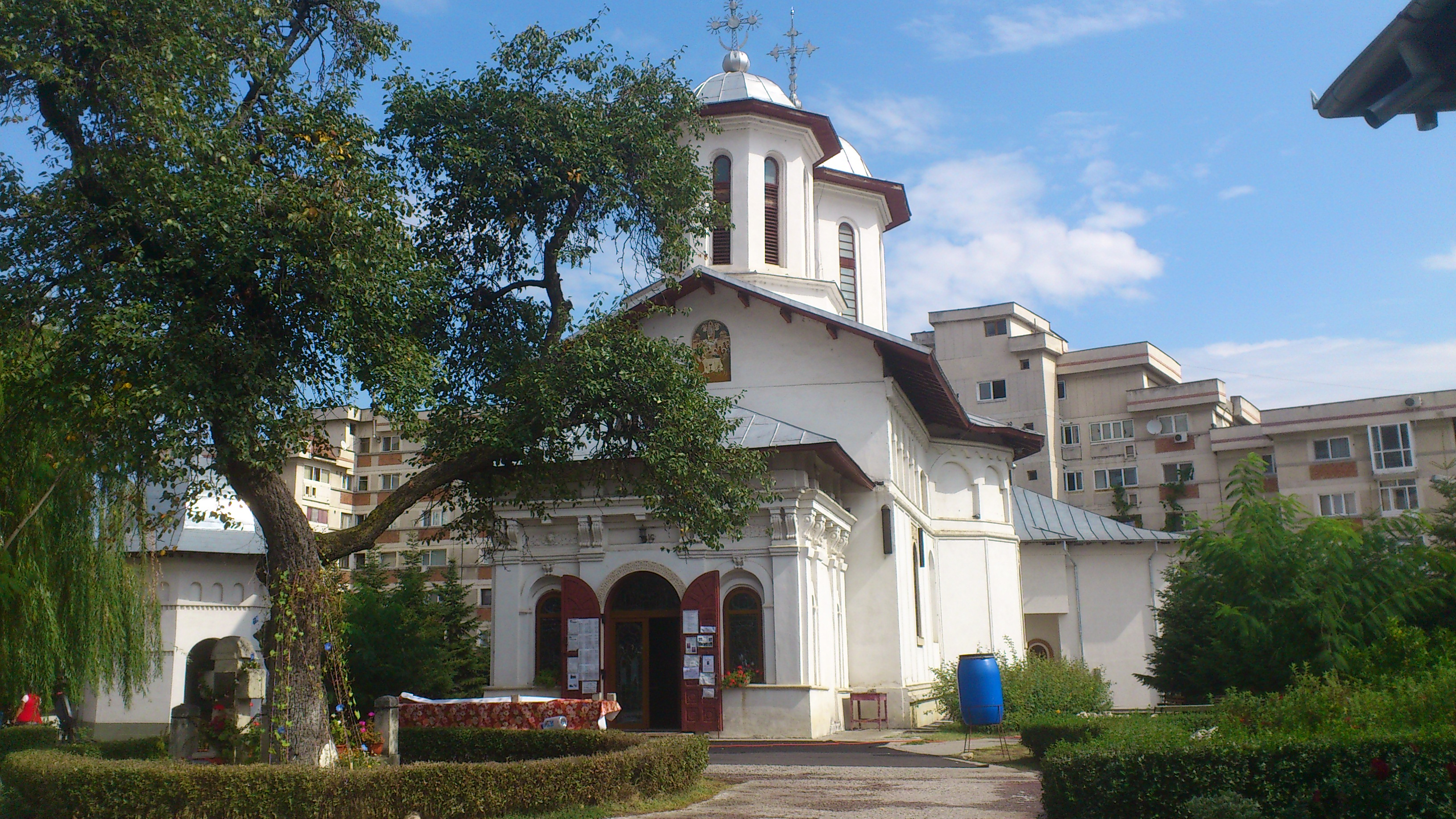
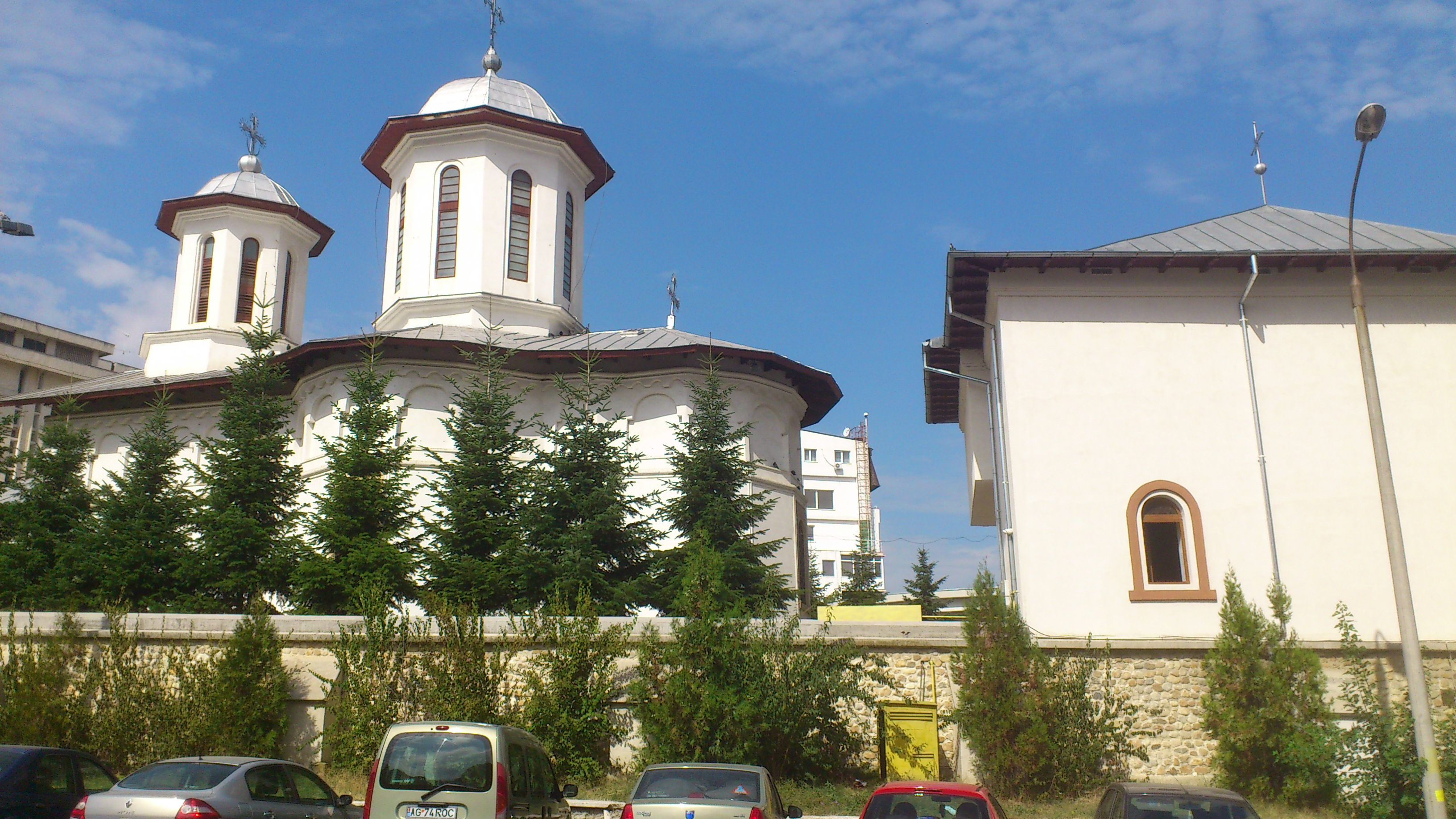